# Айвз, Чарлз
Чарлз Эдвард Айвз, Айвс (англ. Charles Edward Ives; 20 октября 1874, Данбери, Коннектикут — 19 мая 1954, Нью-Йорк) — американский композитор, основоположник американской композиторской школы XX века.

## Биография
Чарльз Айвз — сын военного капельмейстера Джорджа Айвза (1845—1894), который стал его первым учителем музыки. С 1887 года (с 13 лет) работал органистом в церкви. Закончил Йельский университет (1894—1898), где изучал композицию (класс X. Паркера) и игру на органе (класс Д. Бака). Начал сочинять музыку с 1890-х годов. С 1899 года — церковный органист в Нью-Йорке и других городах. Работал в различных страховых компаниях, открыл собственный бизнес, ввёл ряд новшеств в страховании недвижимости. Добился значительного успеха в страховом деле, что позволило ему содержать семью, занимаясь музыкой как хобби. После 1907 года у Айвза начались проблемы с сердцем, к которым со временем добавились диабет и другие болезни. В начале 1927 года прекратил сочинять и вскоре ушёл из бизнеса.
До начала 1940-х годов его сочинения редко исполнялись и практически не были известны. Айвза по-настоящему признали только после смерти, когда его объявили одним из наиболее значительных американских композиторов. Первое признание пришло в 1940-х годах, когда творчество Айвза высоко оценил Арнольд Шёнберг. Айвз был награждён Пулитцеровской премией (1947) за 3-ю симфонию (1911). В 1951 году премьерой Второй симфонии Айвза (1907—1909) продирижировал Леонард Бернстайн.

## Стиль
На творчество Айвза сильно повлияла народная музыка, которую он слушал в своем сельском провинциальном детстве — народные песни, духовные и религиозные гимны. Уникальный музыкальный стиль Айвза соединяет в себе элементы фольклора, традиционной бытовой музыки со сложной, острой, диссонансной атональной и политональной гармонией, приёмами звукоизобразительности. Он разработал оригинальную технику серийного письма, использовал средства четвертитоновой системы.
Наряду с Уоллингфордом Риггером, Генри Коуэллом, Карлом Рагглсом и Джоном Беккером входил в «Американскую пятёрку» авангардных композиторов.

## Избранные сочинения

### Для оркестра
- Симфония № 1 (1898)
- Симфония № 2 (1902)
- Симфония № 3 (1904)
- Симфония № 4 (1916)
- Симфония № 5 «Праздники в Новой Англии» (1913)
- Вопрос, оставшийся без ответа (1906)
- Центральный парк ночью (Central park in the dark, 1907)
- Три места в Новой Англии (Three places in New England, 1903—14)
- «Роберт Браунинг» и др. увертюры (1901—12)
- Рэгтаймы (Ragtime dances, 1900—11) для театрального оркестра

### Для фортепиано
- Трёхстраничная соната (1905)
- Соната № 1 (1909)
- Соната № 2 «Конкорд» (1915)
- Три четвертитоновые пьесы («Three quartertone piano pieces») для двух фортепиано (1924)
- 19 этюдов для фортепиано (разные годы)

### Для прочих составов
- Кантата «Небесная страна» (Celestial country, 1899).
- Струнный квартет (1896) и другие камерно-инструментальные ансамбли
- 5 скрипичных сонат (в том числе четвёртая соната для скрипки с фортепиано — «Детский день в лагере» — «Children’s day at the camp meeting», 1915).
- 114 песен на стихи американских поэтов (1884—1921).
- Сочинения для хора, в том числе псалмы 14, 24, 25, 42, 54, 67, 90, 100, 135, 150.

### Незавершенные
- Симфония «Вселенная» (1911–16, ныне исполняется в различных редакциях)

## Литературные сочинения
- Memos/ John Kirkpatrick, ed. New York: W. W. Norton, 1972.
- Статьи (в том числе «Some quartertone impressions», 1925).

## Память
C 1970 года Американская академия искусств и литературы присуждает молодым композиторам ежегодную премию Чарлза Айвза. В честь Айвза назван кратер на Меркурии.